# Timothy O’Connor
Timothy Beehane O’Connor (ur. 1 stycznia 1860 w Kilenenan, Irlandia, zm. 5 lutego 1936 w Auckland) – nowozelandzki rugbysta.
Rozpoczął on swoją karierę w roku 1881 grając dla Auckland Combined Clubs w klubie North Shore. W 1883 r. był członkiem pierwszej drużyny reprezentacyjnej Auckland Union i w meczu przeciwko Canterbury zdobył dla Auckland pierwszy punkt. W 1884 r. został włączony do reprezentacji Nowej Zelandii i zagrał da niej siedem meczów. Timothy O’Connor zmarł w Auckland 5 lutego 1936 roku.